# Mario Panzani
Mario Panzani (Bologna, 23 maggio 1969) è un ex giocatore di football americano italiano.

## Biografia
Nato a Bologna il 23 maggio 1969, ha giocato a Bologna, San Lazzaro di Savena, Legnano, Ferrara, Ancona e Bolzano.
Ha vinto due Superbowl Italiani con i Phoenix Bologna (1996, 1997) ed uno con i Giants Bolzano nel 2009; inoltre ne ha giocati altri 6 con Dolphins Ancona (2001, 2002, 2003), Warriors Bologna (2005, 2011) e Giants Bolzano (2008).
Ha vinto uno YoungBowl nel 1990 con i Towers Bologna e ne ha perso uno, sempre con i Towers, nel 1989, quando però ricevette il premio di MVP della squadra sconfitta.
Inoltre ha giocato con i Phoenix Bologna una finale di Eurobowl, nel 1997 a Stoccarda, perdendola 35-14 contro gli Hamburg Blue Devils. In quell'occasione Panzani chiuse la partita con 11 ricezioni ed 1 TD.
È il recordman di tutti i tempi tra i Ricevitori nel Campionato Italiano per iarde ricevute (12.519), numero ricezioni (831) e touchdown (182). Il tutto in un totale di 213 partite disputate (playoff esclusi).
Ha sempre giocato col numero 82, dai tempi dei campionati giovanili fino in Nazionale.
Con la maglia del Blue Team Panzani ha esordito contro la Francia nel 1992 nella gara di qualificazione agli Europei (vittoria 25-0), per poi disputare gli Europei 1993 (argento) di Telgate, quelli del 1995 (argento) in Austria, quelli del 1997 (bronzo) a Bolzano quelli del 2003 in Danimarca ed infine quelli del 2013 a Milano Europei gruppo B secondo posto. Il tutto per un totale di 15 presenze.
Il 6 Luglio 2019 in occasione del XXXIX Superbowl Italiano svoltosi a Milano, Mario Panzani è stato indotto nella Hall of Fame.

## Palmarès

### Club
- 1 YoungBowl (1990)
- 3 Superbowl (1996, 1997, 2009)

### Personale
- Membro della Hall of Fame del Football Americano Italiano.
- Record max numero yards ricevute 12.519.
- Record max numero ricezioni 831.
- Record max numero touchdowns 182.